# ناتاليا جيرمان
ناتاليا جيرمان (بالأوكرانية: Наталя Герман)‏ هي منافسة ألعاب القوى أوكرانية، ولدت في 10 نوفمبر 1963 في دنيبرودزرجينسك في أوكرانيا.

## المسابقات الدولية
| العام | المسابقة                       | المكان        | المركز | حدث             | ملاحظة |
| ----- | ------------------------------ | ------------- | ------ | --------------- | ------ |
| 1987  | بطولة العالم لألعاب القوى 1987 | روما, إيطاليا | 17th   | 200 م           | 23.26  |
| 1987  | بطولة العالم لألعاب القوى 1987 | روما, إيطاليا | 3rd    | 4 × 100 م تناوب | 42.33  |